# Odontotrypes arnaudi
Odontotrypes arnaudi är en skalbaggsart som beskrevs av Henry Fuller Howden 2006. Odontotrypes arnaudi ingår i släktet Odontotrypes och familjen tordyvlar. Inga underarter finns listade i Catalogue of Life.